# Усміхнений лейтенант
Усміхнений лейтенант (англ. The Smiling Lieutenant) — американський комедійний мюзикл режисера Ернста Любіча 1931 року.

## Сюжет
Дія розгортається, як і належить в опереті, у Відні, а також у вигаданому королівстві Флаузентурм. Лейтенант Ніколаус фон Прейн, гульвіса і ловелас, стоїть на варті під час приїзду флаузентурмського монарха до австрійського імператора. На іншій стороні вулиці серед натовпу він бачить свою пасію, скромну скрипальку Франзі.
Ніколаус посміхається їй, але проїжджаюча повз принцеса суміжної держави сприймає це на свій рахунок. Відбувається скандал, який, втім, закінчується одруженням гульвіси на принцесі. Лейтенант, який став принцом, не може забути свою віденську кохану.

## У ролях
- Моріс Шевальє — лейтенант Ніколаус «Нікі» фон Прейн
- Клодет Кольбер — Франзі
- Міріам Гопкінс — принцеса Анна
- Чарльз Рагглз — Макс
- Джордж Барб'є — король Адольф XV
- Хью О'Коннелл — ординарець Нікі